# Shahrestān-e Kows̄ar
Shahrestān-e Kows̄ar (persiska: شهرستان كوثر, كوثر) är en delprovins (shahrestan) i Iran.   Den ligger i provinsen Ardabil, i den nordvästra delen av landet, 400 km nordväst om huvudstaden Teheran.
Delprovinsen hade 22 127 invånare 2016.